# Louis Léopold Boilly

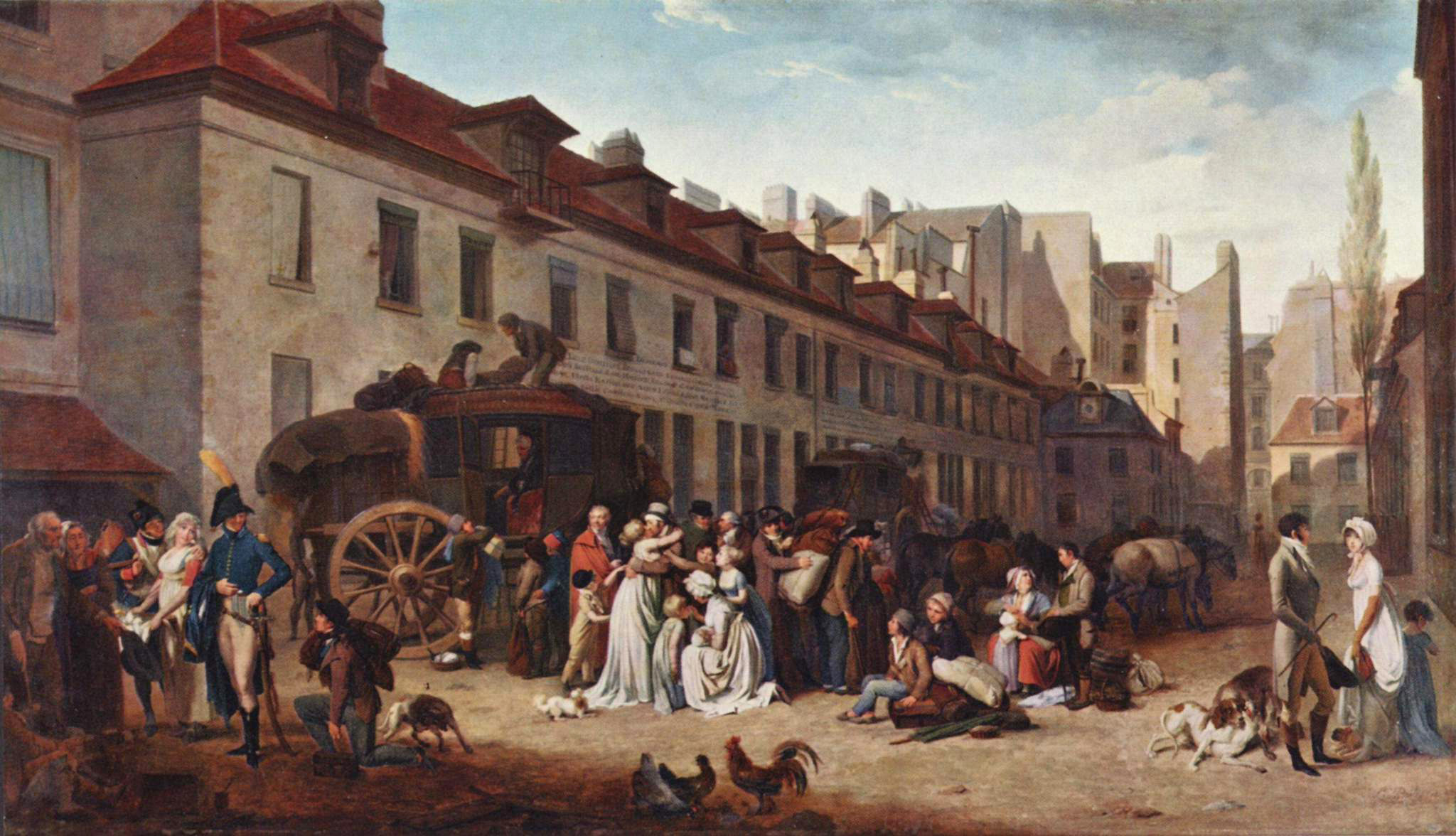
Przybycie dyliżansu, Louis Boilly 1803

Louis Léopold Boilly (ur. 5 lipca 1761 w Bassée, zm. 4 stycznia 1845 w Paryżu), malarz i litograf francuski. Malował sceny ludowe.

## Dzieła artysty
- Przybycie dyliżansu- 1803
- Bilard -  1807, olej na płótnie 56 x 81 cm, Ermitaż